# Gender mainstreaming
Gender mainstreaming je strategie, jejímž cílem je dosažení rovného postavení žen a mužů. Tento pojem byl celosvětově poprvé použit v roce 1985, konkrétně na 3. světové konferenci o ženách konané v Nairobi. Od roku 1999, kdy byl ustanoven v Amsterodamské smlouvě, je jako závazný princip platný pro všechny členské státy Evropské unie. Evropská rada umocnila závazek týkající se gender mainstreamingu v roce 2006 přijetím Evropského paktu pro rovnost žen a mužů.
Rada Evropy definuje termín následovně: „Gender mainstreaming je (re)organizace, zdokonalování, rozvoj a vyhodnocování koncepčních procesů tím, že při nich všechny zúčastněné subjekty budou na všech úrovních a ve všech stadiích využívat perspektivu rovnosti žen a mužů“.
Podle Evropské komise „gender mainstreaming neznamená, že by se snahy na podporu rovnosti měly omezovat jen na zavádění zvláštních opatření na pomoc ženám, ale představuje mobilizaci všech všeobecných politik a opatření specificky za účelem dosažení rovnosti, a to tak, že se již ve fázi plánování berou aktivně a otevřeně v úvahu jejich možné účinky na příslušnou situaci mužů a žen (genderová perspektiva). To znamená systematicky zkoumat opatření a politiky a brát v úvahu tyto možné účinky při jejich definování a implementaci“.
Český ekvivalent výrazu gender mainstreaming zní genderová rovnost či rovnost mužů a žen. Přesně odpovídající překlad ale český jazyk, podobně jako jiné evropské jazyky, nemá, a proto i v češtině se hovoří o gender mainstreamingu.

## Principy
Gender mainstreaming je perspektiva snažící se o odstranění nerovnosti a podporu rovného postavení mužů a žen. Genderové otázky by totiž měly být základním kritériem při řešení politických, sociálních, hospodářských a organizačních problémů. Cílem gender mainstreamingu je zapojení rovných příležitostí do všech oblastí politiky, správy a organizace, a tím posílit demokracii a sociální spravedlnost.
Principem je snaha zohlednit rovné postavení při plánování, realizaci, evaluaci, podpoře i v hodnocení státních opatření. Dle myšlenek gender mainstreamingu by se role ženy ve společnosti měla změnit z role reproduktivní na roli produktivní, čehož lze dosáhnout integrací žen do rozvoje, zvýšením ekonomické produktivity žen, zlepšením jejich sociálního statusu atp. Například ani péče o domácnost a děti by neměly být pouze na ženách.
Další princip gender mainstreamingu spočívá ve změnové strategii přístupem směrem shora dolů, kdy základní zodpovědnost za implementační proces mají vedoucí pracovníci a pracovnice, ale i ostatní zaměstnanci a zaměstnankyně. Jedná se také o dvojitou strategii, tedy snahu o zajištění specifických opatření pro muže i ženy. Genderové otázky se již nevztahují výhradně na ženy, ale snaží se odstranit dosavadní nevýhody pro obě pohlaví. Změnou přístupu je možné dosáhnout vzájemného porozumění, rozvíjet schopnost vcítit se do perspektivy opačného pohlaví.

### Politická úroveň
Je vyvíjena snaha, aby všichni političtí aktéři dokázali integrovat genderové aspekty a obsahy do své práce a do všech rozhodovacích procesů. Na politické úrovni by mělo docházet k obsahové a odborné realizaci programů, akčních plánů, rozdělování prostředků a k vytváření infrastruktury pro ženskou politiku.

### Zákonodárná perspektiva
Základní snahou je písemně zakotvit gender mainstreaming jako společný úkol a společný cíl, a tím posílit právní základ pro realizaci myšlenky rovného postavení mužů a žen na evropské úrovni. Projekty financované evropskými penězi by měly být schopné doložit, že zohlednily principy gender mainstreamingu.

## Příklady zavádění do praxe

### Vídeň
Vídeň je považována za jedno z měst, kterému se povedla aplikace gender mainstreamingu a dalších inkluzivních opatření nejlépe. Rakouská metropole začala s jeho implementací již v roce 2006.
Mezi největší úspěchy patří zlepšení veřejného osvětlení z důvodu odbourání obav ze znásilnění ve veřejných parcích. Na veřejných hřbitovech byly nově zřizovány kohoutky s pitnou vodou níže, aby na ně dosáhli i starší lidé, kteří patří k častým návštěvníkům. Únikové východy jsou nově značeny siluetou běžící ženy s dlouhými vlasy. V mateřských školách je postupně eliminováno rozdělení hraček na „panenky pro dívky“ a „autíčka pro chlapce“. V metru jsou označena speciální místa pro handicapované a rodiče s dětmi siluetami nejen žen, ale i mužů.

## Kritika
Většina kritiků gender mainstreamingu se dělí na dvě skupiny: Jedna část kritiků považuje gender mainstreaming za zbytečný kvůli tomu, že jsou podle nich rozdíly mezi pohlavími důsledkem přirozených odlišností a neskrývá se za nimi nic jiného, tato skupina tedy odmítá vnímat gender jako sociální konstrukt, tj. jak jej primárně chápou dnešní vědy. Druhá skupina zase vidí v gender mainstreamingu nebezpečí stereotypizace a homogenizace. Na základně svých analýz tvrdí, že gender mainstreaming povede k opětovnému rozdělení společnosti na muže a ženy, což je přesně to, čemu se měl vyhnout.
Gender mainstreamingu jsou také vytýkány nepříliš přesvědčivé výsledky, pomalé tempo zavádění a nedostatečné možnosti kontroly a postihování.